# Pseudeva rubigera
Pseudeva rubigera är en fjärilsart som beskrevs av George Francis Hampson 1913. Pseudeva rubigera ingår i släktet Pseudeva och familjen nattflyn. Inga underarter finns listade i Catalogue of Life.

## Bildgalleri

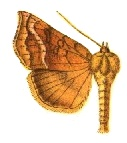